# Getto piaseczyńskie

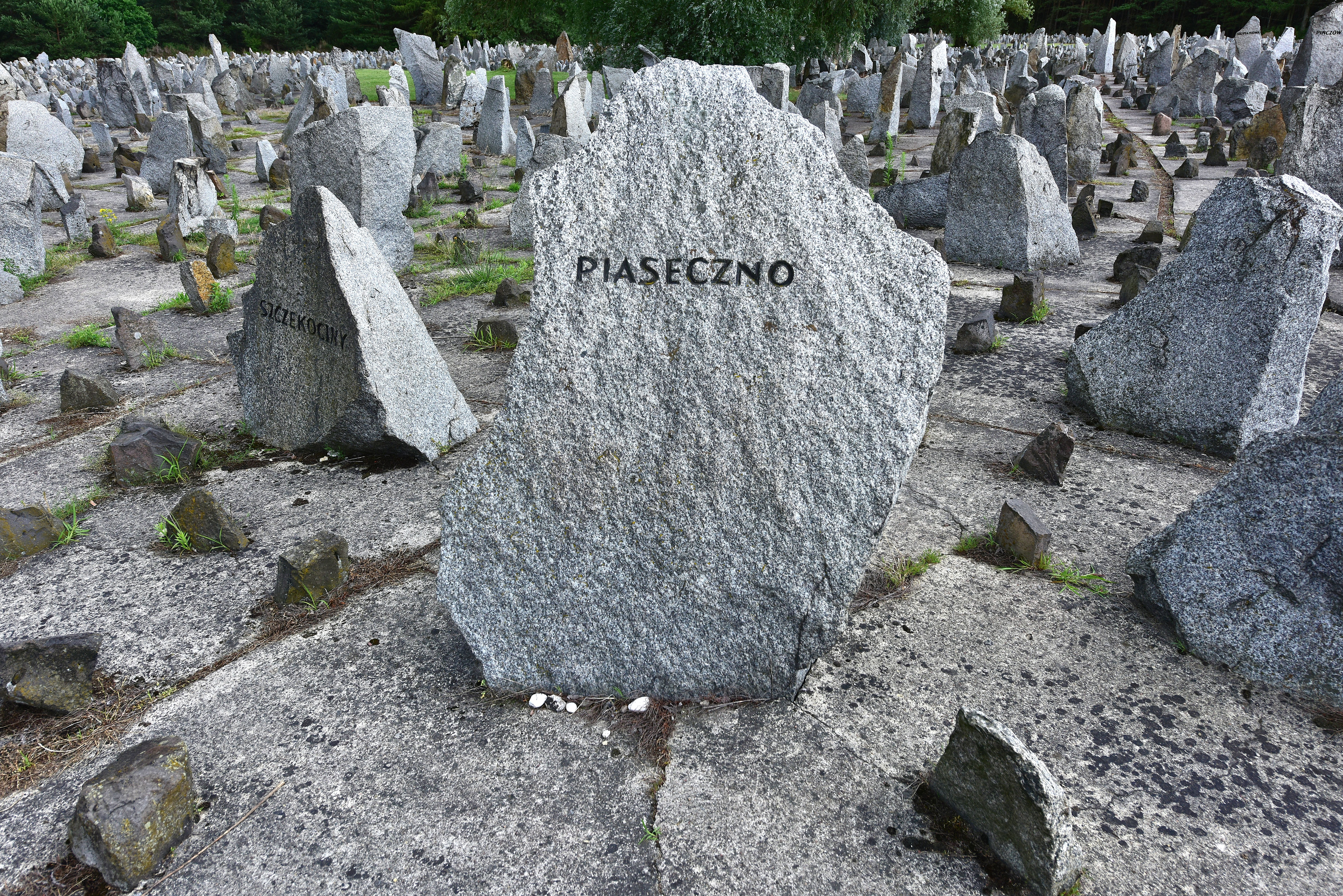
Pomnik Ofiar Obozu Zagłady w Treblince. Kamień upamiętniający Żydów z Piaseczna zamordowanych w obozie

Getto piaseczyńskie – getto żydowskie funkcjonujące w Piasecznie od listopada 1940 do stycznia 1941 roku w czasie okupacji niemieckiej ziem polskich podczas II wojny światowej. Jego mieszkańcy (ok. 3500 osób) zostali deportowani do getta warszawskiego.

## Początek okupacji
W 1949 r. na zapytanie Żydowskiego Instytutu Historycznego władze miejskie oszacowały liczbę piaseczyńskich Żydów przed wojną na ok. 3000 osób. Według danych przygotowanych przez lokalne władze dla administracji niemieckiej w 1940 r. miasto zamieszkiwało ok. 3500 Żydów, z czego ok. 1000 stanowili uchodźcy z innych miejscowości.
Wojska niemieckie zajęły Piaseczno rankiem 10 września 1939 r. po nocnych walkach. Do uporządkowania ulic, zebrania zwłok polskich żołnierzy, padłych koni i porzuconego sprzętu wojskowego, okupanci wykorzystali ludność żydowską. Podpalano domy zamieszkałe przez Żydów oraz plądrowano ich sklepy. W Archiwum Ringelbluma zachowała się relacja spisana przez Szymona Huberbanda, wedle której 10 września niemiecki oficer, grożąc rewolwerem, zmusił dwóch mężczyzn do rzucenia w ogień zwoju Tory, który próbowali uratować z zagrożonego pożarem domu dajana Elimelecha Srebnickiego. W 1940 r. Zarząd Miejski sporządził, na podstawie zgłoszeń mieszkańców, spis szkód poniesionych podczas walk. Wykaz obejmował m.in. spłonięcie mieszkań i przedsiębiorstw (niekiedy z całym wyposażeniem) oraz utratę książeczek oszczędnościowych. Urzędowe zaświadczenia na te okoliczności, początkowo wydawane również Żydom, miały znaczenie np. przy ubieganiu się o ubezpieczenie, zakupie drewna w celach remontowych, czy zwolnieniu z opłat celnych przesyłek zagranicznych z używaną odzieżą. Pogorzelcom starano się przyznawać lokale zastępcze. Zamożniejsza część ludności żydowskiej przeniosła się do Warszawy lub na tereny okupowane przez ZSRR.
W porozumieniu z wojskowym komendantem miasta podporucznikiem Ehlersem 11 listopada burmistrz Paweł Lukiewicz wskazał Borucha Higiera na przewodniczącego siedmioosobowego Komitetu Gminnego Żydowskiego. Komitet miał przejąć dokumenty gminy wyznaniowej. Urząd stanu cywilnego wyznań niechrześcijańskich miał prowadzić akta wedle dotychczasowych zasad. W listopadzie spośród 8725 mieszkańców 2662 stanowili Żydzi. Mieszkali oni głównie przy ul. Kościuszki (pow. 500), Nadarzyńskiej, Puławskiej, Sierakowskiego (pow. 400), Kilińskiego, Chyliczkowskiej, Sienkiewicza i Wschodniej (pow. 100). Według spisu z grudnia z 366 przedsiębiorstw w Piasecznie 229 było prowadzonych przez Żydów. 7 grudnia kreishauptmann nałożył na piaseczyńskich Żydów kontrybucję w wysokości 30 tys. złotych, z czego do wyznaczonego dnia 19 grudnia udało się zebrać 26 900 zł (20% tej sumy pozostało w dyspozycji Zarządu Miejskiego).
4 stycznia 1940 r. powołano dwunastoosobową radę żydowską (niem. Judenrat), w której skład weszli, poza jednym zegarmistrzem, handlarze. 15 stycznia rada powołała Komitet Koordynacyjny Dożywiania Ubogiej Ludności Żydowskiej otrzymujący pomoc materialną od American Jewish Joint Distribution Committee (pot. Joint), organizacji działającej w mieście od I wojny światowej. Jego przewodniczącym został Higier. Od 2 lutego do zakończenia działalności 25 lipca Komitet Koordynacyjny wydał 1764 obiady oraz 1500 kg chleba. W lipcu Joint przekazał piaseczyńskim Żydom 288 puszek mleka skondensowanego, 590 kg ryżu, 96 kg mąki, 50 kg tłuszczu oraz 30 kg cukru. W sierpniu Komitet Koordynacyjny wysłał do Jointu listę 405 głodujących z prośbą o dalszą pomoc. 23 września Judenrat zainicjował Komitet Kuchni, którego fundusze wystarczyły do wydawania obiadów przez dziesięć dni.
Według „Biuletynu Informacyjnego” z 5 kwietnia 1940 r. „w tym samym czasie, kiedy odbywały się prowokacje pogromowe w Warszawie – identyczne zajścia stwierdzono w Piasecznie, Parczewie, Lubartowie, Międzyrzeczu etc.”
Nakazem pracy objęto piaseczyńskich Żydów pod koniec 1939 r. Władze lokalne wydawały zaświadczenia, m.in. członkom Komitetu Koordynacyjnego, z prośbą o zwolnienie z prac przymusowych. W kolejnym roku Zarząd Miejski zaprzestał wydawania Żydom wszelkich zaświadczeń. Rodzinom pracowników przymusowych Judenrat wypłacał zapomogi.

## Powstanie getta
Na podstawie zarządzenia Heinricha Himmlera z 30 października 1939 r. Żydzi mieszkający na ziemiach polskich włączonych do Rzeszy przesiedleni zostali do Generalnego Gubernatorstwa, m.in. dystryktu warszawskiego. Koncentracja Żydów w gettach jego zachodniej części trwała od maja 1940 r. Według materiałów w archiwum Jointu 15 marca do Piaseczna przesiedlono 61 Żydów z Łodzi i Garwolina. W czerwcu do 2860 Żydów dołączyło 185 wysiedlonych.
Z 2 lipca 1940 r. pochodzi pismo kreishauptmanna Hermanna Rupprechta informujące o planach utworzenia gett żydowskich w każdej gminie na terenie powiatu warszawskiego (niem. Landkreis Warschau). W Piasecznie, podobnie jak w innych mniejszych miejscowościach, gubernatorzy dystryktów, jako mieszkający poza tymi miastami, zależni byli od wiedzy lokalnych władz, pozostawiając im zakres swobody w podejmowaniu decyzji dotyczącej tworzenia gett żydowskich. Władze miejskie zobowiązane zostały do przedstawienia, po porozumieniu z przewodniczącymi rad żydowskich, planów miejscowych z proponowanymi granicami. Termin ich wytyczenia wyznaczono na 1 sierpnia. Judenrat wystosował 23 lipca skierowany do Rupprechta memoriał, w którym podważano plany okupacyjnej administracji, zwracając uwagę m.in. na niewielką kubaturę budynków w całym mieście oraz luźną zabudowę na jego peryferiach. Podkreślano także, że „ludność żydowska [...] zamieszkuje przeważnie rynek i przyległe ulice, gdzie obok Żydów mieszają również i chrześcijanie”. W ocenie Judenratu dzielnica żydowska musiałaby objąć znaczną część miasta, sięgając aż do jego centrum. „Ghetto więc, utworzone na mniejszej przestrzeni mieszkalnej niż Żydzi obecnie zajmują stałoby się siedliskiem chorób i epidemii, które zagrażałyby również i ludności chrześcijańskiej. Własność nieruchoma w Piasecznie należy w 89,3% do chrześcijan (431 nieruchomości chrześcijańskich, 52 nieruchomości żydowskich) [...]”. Trzy dni później burmistrz Karol Roschildt, z uwagi na zarządzenie Rupprechta z 11 lipca ws. zakazu osiedlania się Żydów w powiecie warszawskim bez zezwolenia, wystosował do rady żydowskiej pismo z zakazem gromadzenia się Żydów, którzy „spacerując całymi gromadami”, mieli wywoływać „niezadowolenie wojsk stacjonujących w Piasecznie”. Posiedzenie „rady przybocznej w sprawie Getha dla żydów” odbyło się 25 lipca. Według informacji przekazanych przez burmistrza w związku z planami utworzenia osobnej dzielnicy, w październiku w mieście przebywało 2833 Żydów i 671 członków ich rodzin.
Według początkowych założeń getto miało zostać utworzone w rejonie ulic Gruzowej, Kauna, Kilińskiego, Sierakowskiego, Wąskiej, Żabiej, Staszica, Wschodniej i Niecałej. Ostatecznie wytyczono je w rejonie ul. Świętojańskiej, Jerozolimskiej, Topolowej, Czajewicza i Krótkiej położonych w południowej części miasta z drewnianą zabudową letniskową. W piśmie z 29 października 1940 Rupprecht pisał: „Napływa do mnie istna fala podań ze strony żydowskiej i polskiej odnośnie zmiany ustalonych granic dzielnicy żydowskiej. W związku z tym zaznaczam, że raz zapadła decyzja dotycząca żydowskich dzielnic w poszczególnych miastach i gminach jest ostateczną i nie będzie więcej zmieniona”. Przesiedlenie nastąpiło w listopadzie i dotknęło również dziewiętnastu Żydów ze wsi Nowa Iwiczna. Datowany na 11 listopada 1940 r. projekt przebudowy budynku między ul. Topolową a Czajewicza na łaźnię i izolatorium zawiera jedyny znany z akt miejskich plan przedstawiający granice getta, powstały w czasie jego istnienia. Przygotowany został przez architekta miejskiego Zygmunta Kochmana.
W grudniu 1940 r. w zawiadomieniu o wolnych posadach dla lekarzy Gazeta Żydowska szacowała liczbę piaseczyńskich Żydów na 2800 osób. W 1941 r. odnotowano 28 handlarzy (w grudniu 1939 – 116), z czego dwunastu prowadziło sklepy spożywcze, a pięciu owocarnie. Ponadto zarejestrowano 36 rzemieślników (w grudniu 1939 – 108): dziewięciu krawców, po czterech kamaszników i szewców, po trzech rymarzy, stolarzy i zegarmistrzów, dwóch fryzjerów, ponadto blacharza, czapnika, gonciarza, gorseciarkę, krawcową, malarza, piekarza oraz ślusarza. Skupieni byli oni, poza jednym krawcem z ul. Świętojańskiej, przy ul. Jerozolimskiej i Czajewicza.

## Deportacje i okres po likwidacji getta
Przesiedlenia Żydów z zachodniej części dystryktu do getta warszawskiego odbywały się od początku 1941 r. Ich miejsce mieli zająć Polacy wysiedleni z terenów przyłączonych do Rzeszy. Wedle okólnika Josefa Bühlera z 17 stycznia (na podstawie ustaleń konferencji w Głównym Urzędzie Bezpieczeństwa Rzeszy) od 1 lutego do 1 maja do Generalnego Gubernatorstwa przybywać miały dwa transporty Polaków i Żydów po tysiąc osób dziennie. Około 1500 mieszkańców getta piaseczyńskiego przesiedlono jeszcze w grudniu 1940 r., m.in. do Warki (inne źródła mówią o tysiącu lub ponad tysiącu osobach).
18 stycznia 1941 r. „w trybie bardzo pilnym” burmistrz, powoławszy się na zarządzenie Rupprechta z 13 stycznia oraz „oględziny terenu”, przekazał przewodniczącemu Judenratu decyzję dotyczącą zamknięcia granic getta. Zarząd Miejski oczekiwał sprawozdania z wykonania zarządzenia do 3 lutego. Nie wiadomo, czy prace zostały ukończone przed tą datą. Polecono zamknięcie bądź przesunięcie bram i furtek, grodzenie posesji drutem, połączenie dwóch posesji poprzez wyjęcie przęsła w ogrodzeniu, wykonanie bramy i furtki od strony ul. Świętojańskiej na rogu ul. Krótkiej, a także powierzenie kluczy do bram prywatnych dozorcom, na których nałożono odpowiedzialność za nieusprawiedliwione otwarcie oraz wyznaczenie przez Judenrat porządkowych pełniących służbę przy bramach publicznych.
Od 22 do 27 stycznia trwała deportacja Żydów z Piaseczna w liczbie ok. 2500 osób. Mieszkańców zabrano do łaźni miejskiej, gdzie odebrano im dokumenty. Do transportu pozwolono im zabrać tylko to, co byli w stanie unieść w rękach. Drogę do getta warszawskiego pokonywano pieszo, w grupach po 500 osób. Nielicznych mieszkańców pozostawiono na miejscu i skierowano do prac porządkowych. Piaseczyńscy Żydzi zostali przesiedleni do Warszawy podobnie jak ludność pozostałych gett funkcjonujących w powiecie warszawskim po zachodniej stronie Wisły (w Jeziornie, Włochach i Pruszkowie) „Biuletyn Informacyjny” w wydaniu z 6 lutego informował o wzroście liczby mieszkańców getta warszawskiego o ok. 50 tys. osób na skutek przesiedleń, m.in. z Piaseczna. Miało się to odbywać „w okresie silnych mrozów samochodami w porze nocnej”. Wedle zarządzenia zastępcy kierownika wydziału przesiedleńczego urzędu gubernatora warszawskiego Otto Mohnsa z 20 stycznia (wydane przewodniczącemu warszawskiego Judenratu): „Żydzi z Piaseczna w liczbie ok. 2500 zostaną przesiedleni do żydowskiej dzielnicy mieszkaniowej w Warszawie w okresie od 22 do 27 stycznia w grupach po ok. 500 osób dziennie. Zdolni do marszu Żydzi zostaną przeprowadzeni pieszo do żydowskiej dzielnicy. Końcowym punktem drogi będzie kwarantanna przy ul. Spokojnej na dworcu Gdańskim. Będzie ich przyjmował oddział sanitarny urzędowego lekarza dr Hagena. Po zbadaniu ich stanu zdrowia będzie się przybywających Żydów kierować do obozu-kwarantanny, a mianowicie przede wszystkim do obozu przy ul. Stawki 21. Koszty utrzymania obozu-kwarantanny pokrywać będzie Rada Starszych w Warszawie, wzgl. Żydowska Samopomoc Społeczna”.
Piaseczno było punktem etapowym dla Żydów z Góry Kalwarii, którzy zostali przesiedleni do Warszawy w dniach 25–26 lutego.
W lutym 1941 r. powstał Komisaryczny Zarząd Zabezpieczonych Nieruchomości w Warszawie. Zarządcą powołanego 1 kwietnia Okręgu Piaseczno (niem. Bezirk Piaseczno) został Michał Janecki mianowany administratorem okręgu (niem. der Bezirksverwalter) Jego zwierzchnikiem był Stanisław Krzewiński, pełnomocnik powiatowy (niem. der Beauftragte für den Verwaltungskreis). Okręg objął zarząd nad 37 domami (z których siedem było częściowo zburzonych), 24 placami budowlanymi, składnicą i ogrodem. Były to nieruchomości, nie tylko żydowskie, uznane za opuszczone. Część z nich została zajęta przez wspomnianych Polaków, którzy trafili do Piaseczna transportem kolejowym z obozu przesiedleńczego w Potulicach. Na podstawie fotografii wykonanych w październiku 1942 r. na polecenie Wydziału Spraw Wewnętrznych urzędu kreishauptmanna (m.in. w związku z planem wyburzenia „najbardziej biednych dzielnic polskich i żydowskich”) można przypuszczać, że do tego czasu spośród drewnianych domów pożydowskich, zachowały się tylko dwa. Według odpowiedzi burmistrza z sierpnia 1946 r. na ankietę Starostwa Powiatowego Warszawskiego w Aninie w czasie okupacji hitlerowcy „część żydowskich domów kazali rozebrać i materiał przekazywali volksdeutschom”.
Po likwidacji getta władze okupacyjne zainteresowane były także pozostawionymi przez Żydów ruchomościami. W lutym oraz marcu odbyło się szacowanie wartości wozów i platform, które zostały zlicytowane. Na pismo Rupprechta z 7 kwietnia ws. księgarń i bibliotek, burmistrz odpowiedział 11 kwietnia informując, że „wszyscy Żydzi zostali przesiedleni do Warszawy”. W sprawie poszukiwania dokumentów gminy wyznaniowej, które władze miejskie miały złożyć do 10 kwietnia „o ile nie zostały już przez żydów zabrane” odpowiedziano, że „w Zarządzie Miejskim żadne akta gminy żydowskiej nie pozostały”. W lutym 1943 r. lokalne władze poinformowały Urząd Statystyczny w Krakowie o nieistnieniu w Piasecznie od 1 lutego 1941 r. gminy żydowskiej oraz urzędu stanu cywilnego wyznań niechrześcijańskich.
Wysiedlenie Żydów z Piaseczna oznaczało dla polskich rzemieślników brak konkurencji, przy piekarstwie i krawiectwie nie udało się wypełnić powstałej luki. Jednocześnie Żydzi utrzymywali kontakty, również handlowe (w ramach czarnego rynku), z dawnymi polskimi sąsiadami.
W 1941 r. w Piasecznie funkcjonował obóz pracy dla Żydów, którego więźniowie wykorzystywani byli przy remontach i budowie dróg (trasa Mszczonów–Tarczyn–Piaseczno).
Według Włodzimierza Bagieńskiego „nie jest znany zakres prawdopodobnego fałszowania danych statystycznych i personalnych, przekazywanych władzom niemieckim przez polskich urzędników ZM. Dlatego do tych materiałów należy podchodzić z dystansem, jak i do wielu innych informacji zawartych w aktach, które miały zadowolić okupanta”. W zbiorach Archiwum Państwowego, w zespole archiwalnym Akta Miasta Piaseczna, nie zachowały się akta gminy żydowskiej, jak również akta niemieckie potwierdzające zaświadczenia władz lokalnych.
W Wydziale Ewidencji i Statystyki Centralnego Komitetu Żydów w Polsce odnotowano dziewiętnastu piaseczyńskich Żydów, którzy przeżyli Holokaust. Według danych z czerwca 1946 r. wśród ziomkostw zarejestrowanych w CKŻP odnotowano ziomkostwo Żydów z Piaseczna. Większość ocalałych zamieszkała w Tel Awiwie i okolicach.

## Upamiętnienie
Piaseczyńscy Żydzi, którzy zostali zamordowani w obozie zagłady w Treblince (latem 1942 r. oraz w styczniu i na wiosnę 1943 r.), upamiętnieni zostali jednym z kamieni (C 177) stanowiących element pomnika Ofiar Obozu Zagłady w Treblince.
Od lutego 2002 do marca 2003 r. stowarzyszenie Grupa Studnia O. realizowało projekt „Taniec opowieści, czyli Chasydzi Piaseczna” upowszechniający historię Żydów z Piaseczna.